# Tumbrep
Tumbrep is een bestuurslaag in het regentschap Batang van de provincie Midden-Java, Indonesië. Tumbrep telt 5868 inwoners (volkstelling 2010).